# Bebedoura rugosa
Bebedoura rugosa is een hooiwagen uit de familie Gonyleptidae. De wetenschappelijke naam van Bebedoura rugosa gaat terug op Roewer.